# イヴ・マイルズ
イヴ・マイルズ（Eve Myles、1978年7月8日 - ）は、ウェールズの女優。

## 出演作品

### 映画
- ボクらの町の小さな美術館
- リトル・ドリット
- 大脱走 コルディッツ収容所

### テレビドラマ
- 英国スキャンダル〜セックスと陰謀のソープ事件（グウェン・パリー＝ジョーンズ）
- トーチウッド 人類不滅の日（グウェン・クーパー）
- 秘密情報部トーチウッド（グウェン・クーパー）
- 魔術師マーリン (歌姫 レディ・ヘレン)
- ドクター・フー（グイネス,グウェン・クーパー)
- ハイジャック (アリス)